# Відкритий чемпіонат США з тенісу 1985
Відкритий чемпіонат США з тенісу 1985 проходив з 27 серпня по 8 вересня 1985 року на відкритих кортах Тенісного центру імені Біллі Джин Кінг у парку Флашинг-Медоуз у районі Нью-Йорка Квінз. Це був третій турнір Великого шолома календарного року. 

## Огляд подій та досягнень
У фіналах одиночних змагань чеські претенденти перемогли чинних чемпіонів. 
У чоловіків Іван Лендл виграв фінал у Джона Макінроя й здобув свій другий титул Великого шолома (перший у США).  У жінок Гана Мандлікова, вигравши в Мартіни Навратілової, здобула свій третій титул Великого шолома (теж перший у США).
Перші титули Великого шолома здобули в парному розряді Кен Флек, Роберт Сегусо, Клаудія Коде-Кільш та Гелена Сукова.

## Результати фінальних матчів

### Дорослі
| Одиночний розряд. Чоловіки          |                                  |                                   |
| Іван Лендл                          | Джон Макінрой                    | 7–6(7–1), 6–3, 6–4                |
|                                     |                                  |                                   |
| Одиночний розряд. Жінки             |                                  |                                   |
| Гана Мандлікова                     | Мартіна Навратілова              | 7–6(7–3), 1–6, 7–6(7–2)           |
|                                     |                                  |                                   |
| Парний розряд. Чоловіки             |                                  |                                   |
| Кен Флек Роберт Сегусо              | Анрі Леконт Яннік Ноа            | 6–7(5–7), 7–6(7–1), 7–6(8–6), 6–0 |
|                                     |                                  |                                   |
| Парний розряд. Жінки                |                                  |                                   |
| Клаудія Коде-Кільш Гелена Сукова    | Мартіна Навратілова Пем Шрайвер  | 6–7(5–7), 6–2, 6–3                |
|                                     |                                  |                                   |
| Мікст                               |                                  |                                   |
| Мартіна Навратілова Гайнц Гюнтгардт | Елізабет Смайлі Джон Фіцджеральд | 6–3, 6–4                          |
|                                     |                                  |                                   |

### Юніори
| Одиночний розряд. Хлопці        |                                         |               |
| Тім Трігейро                    | Джоуї Блейк                             | 6–2, 6–3      |
|                                 |                                         |               |
| Одиночний розряд. Дівчата       |                                         |               |
| Лаура Гарроне                   | Андреа Голікова                         | 6–2, 7–6      |
|                                 |                                         |               |
| Парний розряд. Хлопці           |                                         |               |
| Джоуї Блейк Даррен Єйтс         | Патрік Флінн Девід Макферсон            | 3–6, 6–3, 6–4 |
|                                 |                                         |               |
| Парний розряд. Дівчата          |                                         |               |
| Андреа Голікова Радка Зрубакова | Маріана Перес-Рольдан Патрісія Тарабіні | 6–4, 2–6, 7–5 |
|                                 |                                         |               |